# 1993 SW3
1993 SW3 är en asteroid i huvudbältet som upptäcktes den 23 september 1993 av den australiensiske amatörastronomen Gordon J. Garradd vid Siding Spring-observatoriet.
Asteroiden har en diameter på ungefär 5 kilometer.